# John Freely
John Freely (* 1926 in Brooklyn, New York City; † 20. April 2017) war ein US-amerikanischer Physiker, Historiker, Hochschullehrer und Autor.

## Leben
Freely wuchs in Brooklyn und Irland auf. Mit 17 Jahren verließ er die Schule und verpflichtete sich bei der United States Navy. Die letzten beiden Jahre des Zweiten Weltkriegs kämpfte er bei einer Kommandoeinheit in Burma und der Republik China. Aufgrund des Stipendiums im Rahmen der G. I. Bill konnte er an einem traditionellen, katholischen College, dem Iona College in New Rochelle im Bundesstaat New York studieren.
Nach Freelys Promotion im Jahre 1960 an der New York University im Fach Physik ging er zu weiteren Studien an die Oxford University in England, um dort unter anderem bei Alistair Cameron Crombie die Geschichte der europäischen Wissenschaft im Mittelalter zu studieren. 
Im Jahr 1960 begann Freely in Istanbul Physik und Wissenschaftsgeschichte an der Boğaziçi Üniversitesi (Bosporus-Universität) zu lehren, die 1971 aus dem Robert College ausgegliedert worden war. Nach verschiedenen Aufenthalten an anderen Universitäten kehrte er 1993 endgültig als Hochschullehrer an die Boğaziçi-Universität zurück.
Freely war der Autor von mehr als vierzig Büchern zur Geschichte der Türkei und Istanbuls sowie von Reise- und Architekturführern zu vielen Stätten des östlichen Mittelmeers. In den letzten Jahren schrieb er mehrere Bücher zur Entstehung der Wissenschaft und der Thematik des wissenschaftlichen Austauschs zwischen der islamischen Welt und dem Westen. Er war der Vater von Maureen Freely, einer Schriftstellerin und Übersetzerin von türkischer Literatur ins Englische.

## Veröffentlichungen
- mit Hilary Sumner-Boyd: Strolling through Istanbul: A Guide to the City. 1972. (Neuauflage Tauris Parke Paperbacks, New York City, USA 2009)
  - mit Hilary Sumner-Boyd: Istanbul: Ein Führer. Prestel, München 1975, ISBN 3-7913-0098-9.
- Stamboul Sketches, 1974.
- The Companion Guide to Turkey. Boydell Press, 1984.
  - Türkei: Ein Führer. Prestel, München 1984, ISBN 3-7913-0676-6.
- The Western Shores of Turkey: Discovering the Aegean and Mediterranean Coasts. John Murray Publications. 1988. (2. Auflage: Tauris Parke Paperbacks, New York City, USA 2004, ISBN 1-85043-618-5)
- mit Augusto Romano Burelli: Sinan: Architect of Suleyman the Magnificent and the Ottoman Golden Age. Thames & Hudson, London 1992.
- The Redhouse Guide to the Black Sea Coast of Turkey, mit Fotografien von Anthony E. Baker. Redhouse Press, 1996.
- The Redhouse Guide to the Aegean Coast of Turkey, mit Fotografien von Anthony E. Baker. Redhouse Press, 1996.
- Istanbul: The Imperial City. Penguin Books, London 1998, ISBN 0-14-024461-1.
- A History of Robert College: The American College for Girls and the Boğaziçi University. 2 Bände, YKY, Istanbul 2000, ISBN 975-08-0238-1.
- Jem Sultan: The Adventures of a Captive Turkish Prince in Renaissance Europe. Harpercollins, 2004.
- mit Ahmet S. Çakmak: Byzantine Monuments of Istanbul. Cambridge University Press, 2004.
- The Grand Turk: Sultan Mehmet II: Conqueror of Constantinople and Master of an Empire. Tauris Parke Paperbacks, New York City 2009, ISBN 978-1-59020-248-7.
- Children of Achilles: The Greeks in Asia Minor Since the Days of Troy. Tauris, London 2009.
- Aladdin’s Lamp: How Greek Science Came to Europe Through the Islamic World. 2009.
  - Platon in Bagdad: Wie das Wissen der Antike zurück nach Europa kam. Klett-Cotta, Stuttgart 2012, ISBN 978-3-608-94766-3.
- A History of Ottoman Architecture. WIT-Press, Ashurst (Southampton), England 2011, ISBN 978-1-84564-506-9.
- Before Galileo: The Birth of Modern Science in Medieval Europe. Overlook Duckworth, New York City/London 2012, ISBN 978-1-590206072.
  - Aristoteles in Oxford: Wie das finstere Mittelalter die moderne Wissenschaft begründete. Klett-Cotta, Stuttgart 2014, ISBN 978-3-608-94854-7.[2]
- Celestial Revolutionary.
  - Kopernikus. Revolutionär des Himmels. Klett-Cotta, Stuttgart 2015, ISBN 978-3-608-94917-9.
- Zurück nach Ithaka: auf Odysseus’ Spuren durch das Mittelmeer (Originaltitel: A Travel Guide to Homer aus dem Englischen von Jörg Fündling), Philipp von Zabern, Darmstadt 2016, ISBN 978-3-8053-4987-1.